# 东山柏园
东山柏园是广州市越秀区的一座三层建筑，位于恤孤院路12号，中共三大會址对面，曾用作中央研究院历史语言研究所、大韩民国临时政府、国民政府交通部公路总局第三区公路工程管理局和中共中央华南分局交通部等机构的办公场所。建筑现为广东省委机关事务管理局所有，有十余户居民居住，2018年列入广州市第五批历史建筑，2022年7月西座入选广东省文物保护单位。

## 历史
柏园的原地址为恤孤院后街35号，传闻为台山富商所有。1928年10月22日，在容肇祖教授建议下，中央研究院历史语言研究所从中山大学迁入柏园。1929年6月5日，史语所从柏园迁出，迁至北平。1930年前后，恤孤院后街重新编排门牌号码，该建筑的地址改为恤孤院路12号。
1938年7月22日，金九率大韩民国临时政府官员从长沙来到广州，在柏园办公，直至9月19日因日军轰炸撤往重庆。
1946年5月1日，交通部公路总局在柏园设立第三区公路工程管理局，1949年改为华南公路工程指挥部广州材料供应站。1953年，中共中央华南分局交通部迁入办公，之后改为广东省委宿舍。

## 建筑
柏园占地超过300平方米，为三层独院建筑，带有围墙，建筑平面呈倒“凹”字形，入口处有拱门，富有伊斯兰风格装饰。